# Horby (obwód tarnopolski)
Horby (ukr. Горби) – wieś na Ukrainie, w obwodzie tarnopolskim, w rejonie tarnopolskim..